# Angels & Vampires - Volume II
『Angels & Vampires - Volume II』（エンジェルズ アンド ヴァンパイアス ヴォリューム ツー） は、サナンダ・マイトレイヤの6枚目のアルバムの第2巻目にあたり、はじめの6曲は2005年10月8日にリリースされた。最終的なマスター・ヴァージョンは2006年4月29日に公式サイトでリリースされた。
『Volume I』同様、新たな方向性を打ち出しており、テレンス・トレント・ダービー時代のオーヴァー・ダブを重ねたサウンドとはまた違う、本質的でソリッドなサウンドを重視している。
このアルバムは2007年に『Volume I』と合わせて限定2枚組CDの形でリリースされており、公式サイトおよびコンサートでのみ入手可能である。

## 収録曲
1. "Pretty Baby" - 2:53
2. "South Side Run" - 2:49
3. "It's Just My Pain" - 2:19
4. "Anesthesia" - 3:05
5. "Floodwater" - 1:30
6. "When Night Was Calling" - 3:21
7. "Screamer" - 3:07
8. "Honestly - 1:49
9. "Irene" - 2:25
10. "Marlene" - 3:05
11. "The Ballad of Lonesome Rhodes" - 2:58
12. "C.Y.A.M.G." - 2:24
13. "Duchess" - 3:56
14. "Madame Swan" - 3:30
15. "Sometimes You Gotta Cry - 2:48
16. "OK" - 4:25
17. "If I Were" - 2:37
18. "Spoil You Rotten" - 3:45
19. "The Owl and the Pussycat" - 4:02
20. "O Jacaranda" - 2:27